# Erkka Petäjä
Erkka Petäjä, född 13 februari 1964 i Åbo, är en finländsk tidigare fotbollsspelare som spelade 84 landskamper för Finland åren 1983-1994. Erkka Petäjä var back, och spelade professionellt i Finland, Sverige och Schweiz för TPS, Östers IF, Helsingborgs IF, Malmö FF, Yverdon-Sport, Husqvarna FF och FC Inter Åbo.